# Confins
Confins es un municipio brasileño del estado de Minas Gerais. Su población estimada en 2018 es de 6 657 habitantes, según el Instituto Brasileño de Geografía y Estadística (IBGE). Integra la región metropolitana de Belo Horizonte.

## Historia y toponimia
En el Brasil colonial, el actual poblado servía de punto de parada para troperos y bandeirantes que pasaban por el lugar. La ciudad recibió el nombre de Confins (en español «confines») debido a su ubicación extrema, ya que se encontraba, a la en los límites de las granjas instaladas en toda la región. El distrito fue creado en 1953, subordinado al municipio de Lagoa Santa. Obtuvo la autonomía municipal en 1995.

## Clima
Según la clasificación climática de Köppen, el municipio se encuentra en el clima tropical de altitud Cwa.

## Transporte
Dos tercios del terreno del Aeropuerto Internacional Tancredo Neves, pertenecen al municipio de Confins. El aeropuerto es la principal puerta de entrada de Minas Gerais por vía aérea y punto de conexión de Belo Horizonte con Brasil y el mundo. El aeropuerto garantiza a la pequeña ciudad una sólida recaudación y una de las mayores rentas per cápita de Brasil.
Desde 2014 también se encuentra aquí el Aeropuerto Industrial de Belo Horizonte, primero en su tipo en Brasil.